# MuPAD
MuPAD és un programari d'àlgebra computacional originalment desenvolupat a la Universitat de Paderborn, Alemanya. Des de 1997 fins a 2008 va ser gestionat per SciFace Software. Actualment, forma part del programari matemàtic MATLAB.

## Història
MuPAD va ser creat pel Grup de Recerca MuPAD a la Universitat de Paderborn, Alemanya, sota la direcció del professor Benno Fuchssteiner. Després, el desenvolupament va ser controlat per l'empresa SciFace Software GmbH, al costat del grup de recerca de MuPAD.
SciFace oferia comercialment MuPAD. En el passat va proveir una versió gratuïta del seu programari per a entorns Linux, sempre que es fes servir per a recerca, sense finalitat comercial i/o amb finalitats educatives, però amb característiques gràfiques limitades. Des de la versió 3.2 Pro per Linux, això solament és possible després d'haver obtingut una clau vàlida.
Al setembre de 2008, Sciface Software GmbH va ser adquirida per The MathWorks, i MuPAD va ser comercialitzat de forma independent. Actualment, MuPAD s'ofereix com a part del toolbox de matemàtica simbòlica conegut amb el nom de MATLAB.

## Sintaxi
La sintaxi és modelada en Pascal, i aquesta és similar a la que es fa servir al programa Maple d'àlgebra computacional. Es diferencien en el fet que MuPAD ofereix suport per a la programació orientada a objectes. Això significa que cada objecte carrega amb si mateix els mètodes permesos per a ser utilitzat; per exemple, després de definir una matriu A, de grandària 2x2:

A := matrix([[1,2],[3,4]])

Totes les següents expressions són vàlides i mostren el resultat esperat:

A+A, -A, 2A, AA, A^-1, exp(A), A.A, A^0, 0A

On A.A és una matriu concatenada de 2x4, mentre que els altres, incloent els dos últims, són de nou matrius de 2x2 (A diferència del que podria ocórrer en la majoria de programes d'àlgebra computacional).